# Ana Maria Peiró Peiró
Ana Maria Peiró Peiró (Xeresa, 1971) és una científica valenciana.
Estudià Medicina a la Universitat de València. És metgessa a l'Hospital General d'Alacant. Interessada en al Neurofarmacologia i Antropologia, investiga per què les persones responen de manera diferent als medicaments en malalties com el dolor o l'autisme.
Actualment és professora de la Universitat Miguel Hernández d'Elx.